# Komplex vektorknippe
Inom matematiken är en komplex vektorknippe en vektorknippe vars fibrer är komplexa vektorrum.
Varje komplex vektorknippe kan ses som en reell vektorknippe gnom restriktion av skalärer. Omvänt kan ur varje reell vektorknippe E konstrueras en komplex vektorknippe
{\displaystyle E\otimes \mathbb {C} }
med fibrerna Ex ⊗R C.
Till varje komplex vektorknippe över ett parakompakt rum kan man associera en hermiteisk metrik.
Den grundläggande invarianten av en komplex vektorknippe är Chernklassen.